# Monegassischer Franc
Der monegassische Franc ist die ehemalige Währungseinheit des Fürstentums Monaco. Er wird in 100 Centimes unterteilt und hat den ISO-4217-Code MCF. Da eine Währungsunion zwischen Monaco und Frankreich besteht, war der monegassische Franc paritätisch an den französischen Franc gekoppelt und auch in Frankreich gesetzliches Zahlungsmittel. Am 1. Januar 1999 wurde der monegassische Franc (Buchgeld) durch den Euro ersetzt, die Umstellung beim Bargeld erfolgte am 1. Januar 2002. Der Wechselkurs von 6,55957:1 wurde am 31. Dezember 1998 festgelegt.

## Geschichte
Der Franc wurde 1795 als Währung Frankreichs eingeführt und gelangte während der französischen Besetzung (1793 bis 1814) auch in Monaco in Umlauf. Erstmals wurden 1837/38 Münzen mit dem Bildnis des Fürsten Honoré V. von der staatlichen Münzstätte in Paris für das Fürstentum geprägt. Die Serie umfasste elf Münzen in den Wertstufen von 2,5 Centimes bis 40 Francs. Bis 1922 wurde nur das 20-Francs-Stück mit dem Bildnis der jeweils herrschenden Fürsten neu geprägt und ab 1877 eine Münze zu 100 Francs emittiert. Erst zur Regierungszeit von Louis II. wurden ab 1924 neue Münzserien herausgegeben, die in ihren Dimensionen den französischen Franc-Münzen entsprachen. Ein Mangel an kleinen Scheidemünzen führte in den Jahren von 1920 bis 1922 zur Ausgabe der einzigen Banknoten des Fürstentums.
1958 wurde in Frankreich der Nouveau Franc eingeführt, welcher den Wert von 100 alten Francs (Anciens Francs) hatte. Diese Währungsreform wurde auch in Monaco vollzogen; neue Münzen gelangten ab 1960 zur Ausgabe. Die letzte Münze in der Währungseinheit Franc war im Jahre 2000 eine 10-Francs-Münze in Bimetall-Ausführung.

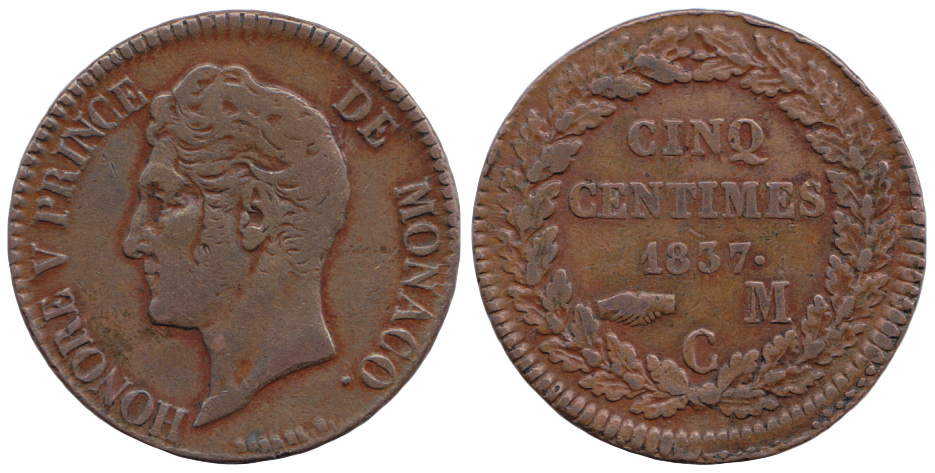
5 Centimes 1837, Honoré V
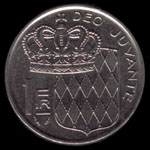
1 Franc von 1978
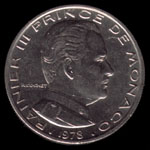
Bildseite mit dem Porträt von Fürst Rainier III.